# Benzocaína
La benzocaína o 4-aminobenzoato de etilo es el éster etílico del ácido 4-aminobenzoico (PABA) es un anestésico local, empleado como calmante del dolor. Actúa bloqueando la conducción de los impulsos nerviosos al disminuir la permeabilidad de la membrana neuronal a los iones sodio.
La benzocaína es hidrolizada por las colinesterasas plasmáticas y, en un grado mucho menor, por las colinesterasas hepáticas, a metabolitos que contienen PABA. Se elimina principalmente por metabolismo, seguido de la excreción renal de los metabolitos.
Está habitualmente indicada para la anestesia local previa de un examen, endoscopia o manipulación con instrumentos u otras exploraciones de esófago, laringe, intervenciones dentales y cirugía oral. Sus otros usos comunes son anestesiar localmente las heridas bucales, como fuegos y aftas. Además, es incorporada a algunos preservativos masculinos (condones) con el objetivo de retardar la eyaculación debido a que reduce la sensibilidad del glande.

## Síntesis
Se obtiene por esterificación a partir del ácido p-aminobenzoico (PABA); de forma esquemática:
ácido p-aminobenzoico + etanol + ácido (catalizador) → benzocaína
La hidrólisis también se puede realizar en medio básico, dado que se obtienen mejores rendimientos , sin embargo se podría dar una condensación de la amina con el grupo ácido formando polímeros unidos por una amida, por lo que conviene proteger el grupo amino, esto no es necesario en medio ácido
También se puede sintetizar por reducción del correspondiente nitrobenzoato.

## Mecanismo de acción
El dolor es causado por la estimulación de las terminaciones nerviosas libres. Cuando la terminación nerviosa es estimulada, entra sodio en la neurona, causando despolarización del nervio y subsecuentemente la iniciación de un potencial de acción. Este potencial es propagado a través del sistema nervioso central que interpreta el dolor. La benzocaína actúa para inhibir los canales de sodio dependientes de voltaje en la membrana del nervio, deteniendo la propagación del potencial de acción.

## Efectos secundarios
La aplicación en exceso de un anestésico como la benzocaína puede incrementar el riesgo de aspiración pulmonar al relajar el reflujo nauseoso, permitiendo que el contenido regurgitado del estómago o secreciones orales entren en las vías aéreas. Aplicar un anestésico oral y después consumir bebidas antes de ir a la cama puede ser particularmente peligroso. El uso oral de productos de benzocaína ha demostrado ser causa de metahemoglobinemia, un trastorno en el cual la cantidad de oxígeno llevado por la sangre se ve reducido. Este efecto secundario es común en niños menores a 2 años.